# 罗马 (俄亥俄州)
罗马是美国俄亥俄州亚当斯县格林镇区的一座城镇，位于俄亥俄河畔， 2010年美國人口普查时共有94人。

## 地理
罗马位于38°39′51″N 83°22′50″W / 38.66417°N 83.38056°W (38.664266, -83.380456).
根据美国人口调查局数据，皮布尔斯面积为0.26平方英里（0.67平方），其中0.23平方英里（0.60平方）为陆地，0.03平方英里（0.08平方）为水域。
52号美国国道穿过罗马的北面。

## 历史
威廉·斯托特于1835年定居于此，在正式命名为罗马前，这里被称为斯托特（Stout），及时目前位于罗马的邮局依然叫做斯托特邮局。

## 人口
| 调查年                | 人口 | 备注  | %±     |
| --------------------- | ---- | ----- | ------ |
| 1870                  | 471  |       | —      |
| 1880                  | 225  |       | −52.2% |
| 1910                  | 243  |       | —      |
| 1920                  | 200  |       | −17.7% |
| 1930                  | 188  |       | −6.0%  |
| 1940                  | 169  |       | −10.1% |
| 1950                  | 151  |       | −10.7% |
| 1960                  | 149  |       | −1.3%  |
| 1970                  | 90   |       | −39.6% |
| 1980                  | 135  |       | 50.0%  |
| 1990                  | 99   |       | −26.7% |
| 2000                  | 117  |       | 18.2%  |
| 2010                  | 94   |       | −19.7% |
| 2014年估计            | 94   | [ 9 ] | 0.0%   |
| U.S. Decennial Census |      |       |        |

### 2010年人口统计
根据2010年人口普查结果，罗马共有94人，45户和26个家庭。人口密度为408.7名居民每平方英里（157.8名居民每平方）。64间住房单位密度为278.3每平方英里（107.5每平方）。曼彻斯特总人口的95.7%是白种人，2.1%是土著美国人，还有2.1%是混血。西班牙裔和拉丁美洲裔分别占总人口的1.1%。
罗马的45户中20.0%有18岁以下的孩子和他们居住，35.6%为已结婚的夫妇，11.1%已婚丧夫的家庭，11.1%为已婚丧妻家庭，还有42.4%户是非家庭。818户中的37.8%由个人组成，22.3%居住着65岁及以上的独居老人。平均每户有2.09人，每个家庭2.73人。
罗马的年龄中位数为49.3岁，18岁以下的少年儿童及青少年占总人口的21.3%，1.1%的人口居于18岁到24岁之间，22.3%的人口居于25岁到44岁之间，30.8%的人口居于45岁到64岁之间，还有24.5%的人口是65岁以上的老年人。罗马的人口由50%的男性和50%的女性组成。

### 2000年人口统计
根据2000年人口普查结果，罗马共有117人，46户和31个家庭。人口密度为439.8名居民每平方英里（169.8名居民每平方）。58间住房单位密度为218每平方英里（84.2每平方）。罗马总人口的94.02%是白种人，4.27%是土著，还有1.71%是混血。
罗马的46户中43.5%有18岁以下的孩子和他们居住，43.5%为已结婚的夫妇，15.2%已婚丧夫的家庭，还有32.6%户是非家庭。46户中的28.3%由个人组成，15.2%居住着65岁及以上的独居老人。平均每户有2.54人，每个家庭3.06人。
罗马的年龄中位数为33岁，18岁以下的少年儿童及青少年占总人口的29.9%，7.7%的人口居于18岁到24岁之间，28.2%的人口居于25岁到44岁之间，22.2%的人口居于45岁到64岁之间，还有12%的人口是65岁以上的老年人。平均每100名女性对应82.8名男性。18岁以上的每100名女性对应86.4名男性。
罗马城市住户年收入中位数为31,136美元，家庭年收入中位数为31,944美元。男性年收入中位数为19,167美元，女性则是30,500美元。全市人均年收入为12,026美元。大约28.9%的家庭和24.4%的人口低于贫困线，这其中的30.3%未满18岁或已65岁及以上。

## 图集

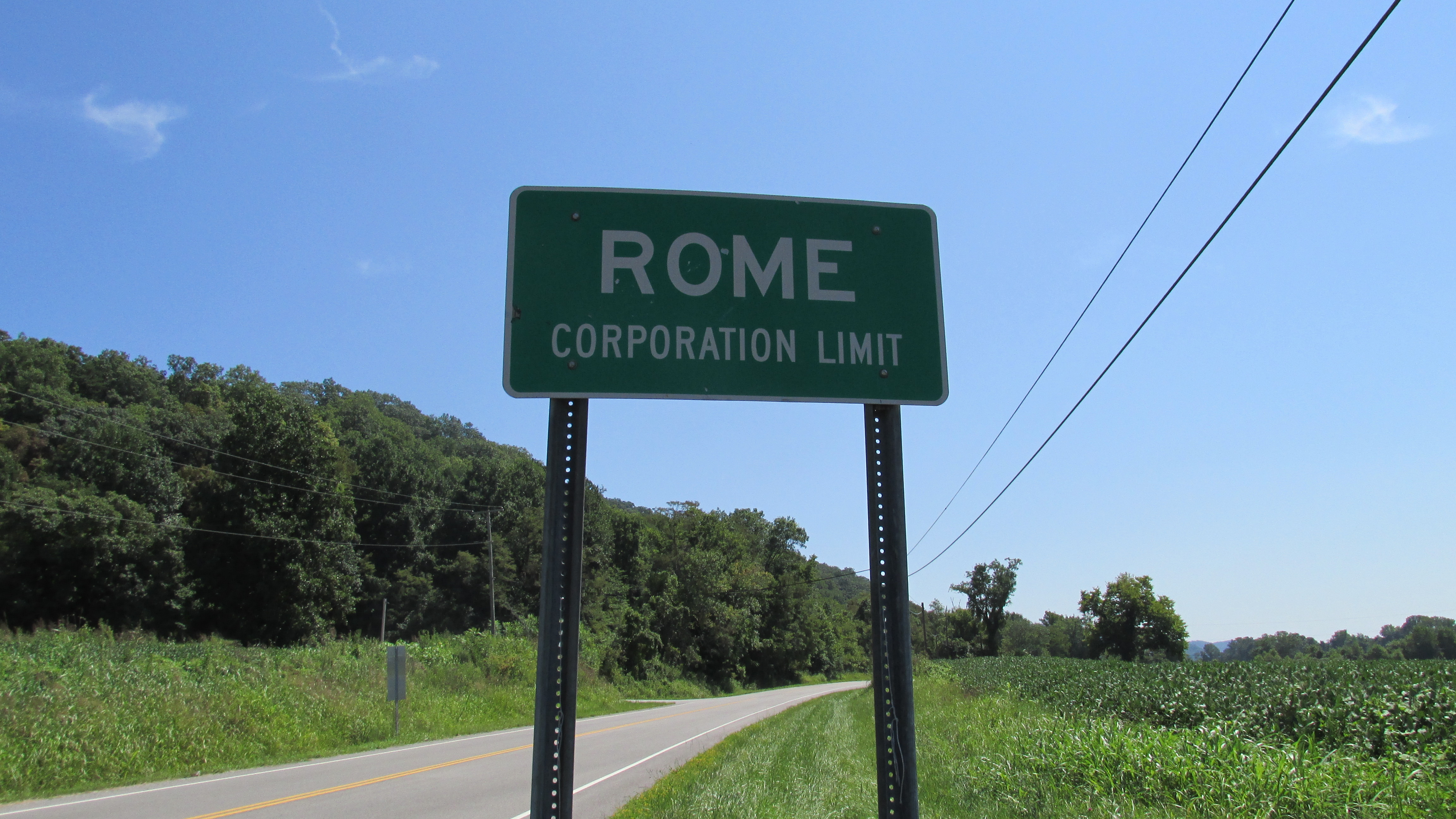
城镇界牌
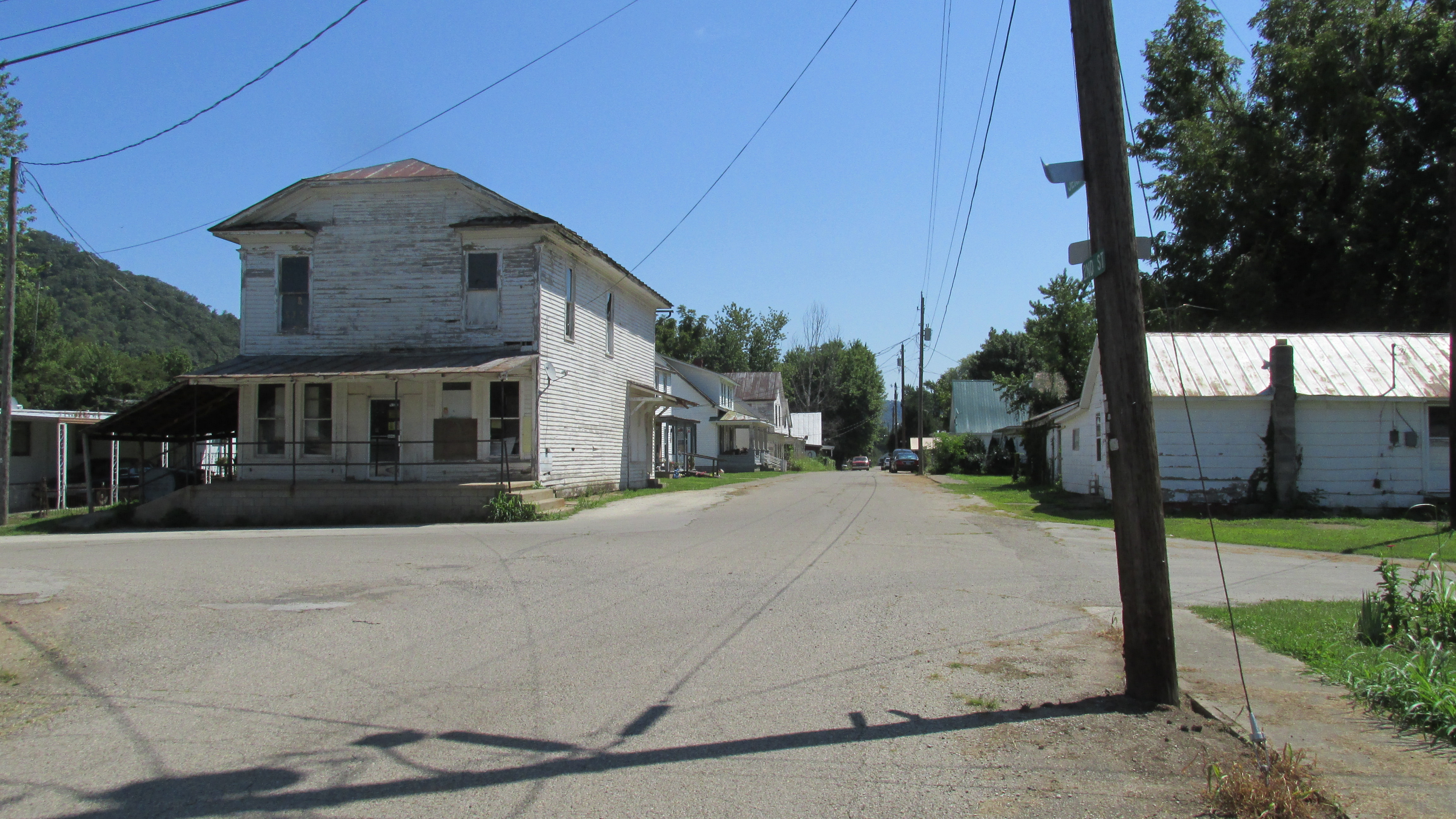
第三街和主街路口
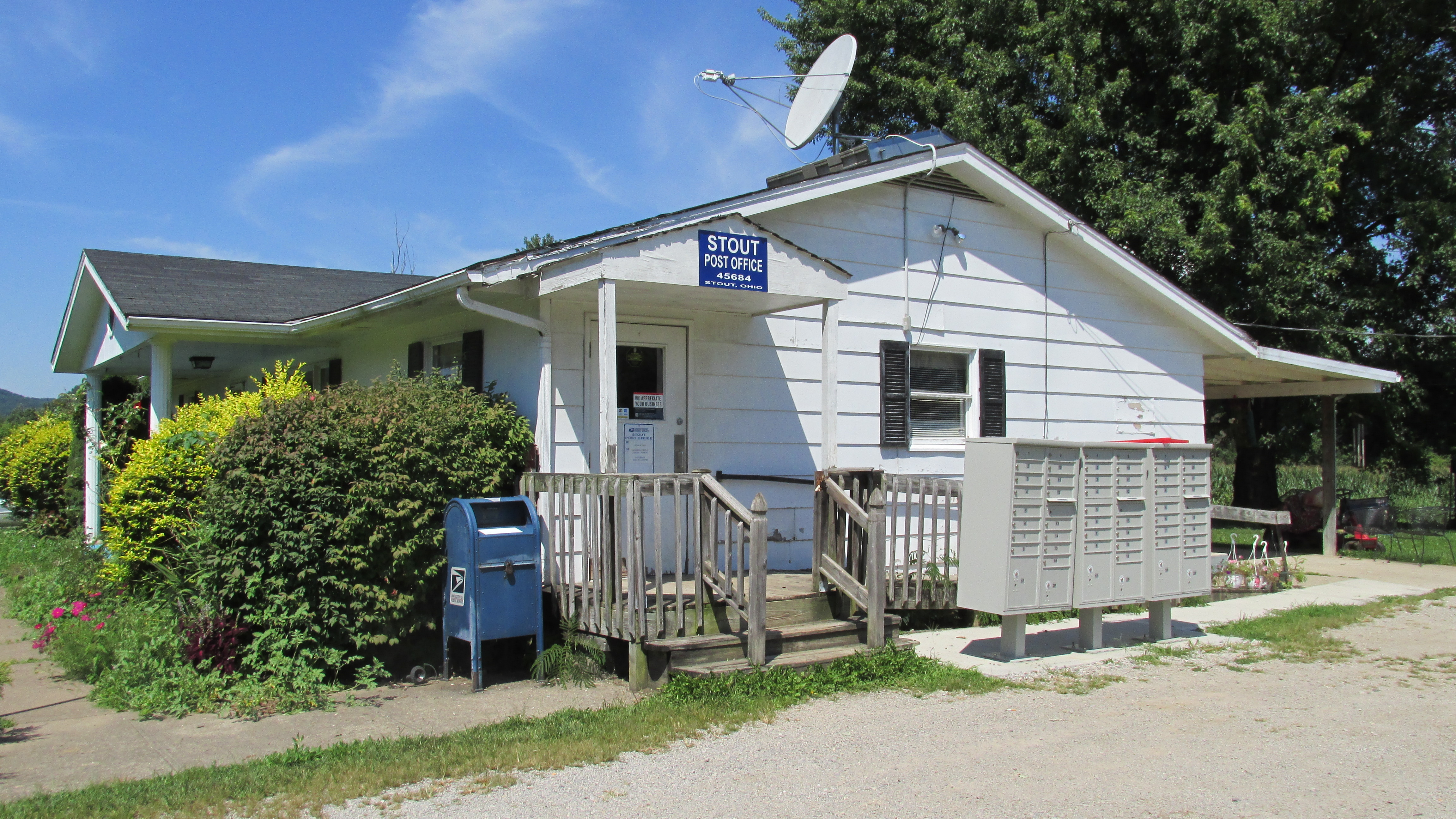
邮局

## 脚注
1. ↑  在俄亥俄州，人口在五千人以下的城市称为Village，与其他地方的Village意思不同，故译为城镇而非乡村。.   [2007-09-12]. （原始内容存档于2011-07-18）.